# Купати
Купа́ти (груз. კუპატი) — особливий вид грузинських пресервірованих сирих ковбас, які потребують кулінарної обробки.
Купати готують на вугіллі або грилі, як і інші сирі ковбаси. Оболонку з кишок протикати не рекомендується, оскільки це веде до втрати соку і жиру.
Тонкі свинячі кишки, порізані по 20–25 см, миють у солі, вивертають назовні і знову миють з сіллю. У м'ясний фарш (свинина і яловичина) додають дрібно нарізану цибулю, часник, зерна граната або ягоди барбарису, сіль, чорний/червоний перець, чабер, гуньбу блакитну (уцхо сунелі), суху кінзу. Начинку перемішують і набивають у підготовлені кишки. Купати зв'язують у формі підкови міцною ниткою, опускають в киплячу воду і кип'ятять протягом 1 хвилини, потім, діставши з окропу і розвісивши, дають просохнути. Зберігають купати в холоді. Перед вживанням купати смажать на вугіллі або в жирі на сковороді.